# آرزینگ
آرزینگ (به آلمانی: Aresing) یک شهر در آلمان است که در بایرن واقع شده‌است.

## خصوصیات
آرزینگ ۲۹٫۸۹ کیلومترمربع مساحت دارد ۴۲۶ متر بالاتر از سطح دریا واقع شده‌است.